# Olivgrön guldbagge
Olivgrön guldbagge (Protaetia cuprea metallica) är en skalbaggsart i underfamiljen guldbaggar, i familjen bladhorningar. Den blir 14–23 millimeter lång och är grön med guld eller bronsskimmer. Till skillnad från andra skalbaggar kan den flyga utan att fälla upp täckvingarna, tack vare en bågformad utskärning bakom skuldran. Arten liknar närmast gräsgrön guldbagge. 

## Utbredning
Finns i hela Sverige.

## Levnadssätt
Den olivgröna guldbaggen kan ofta ses sommartid på blommor då den äter frömjöl och blommans kronblad. Äggen läggs ofta i myrstackar där larven lever av förmultnande stackmaterial. Larven utsöndrar en vätska som gör att myrorna lämnar den ifred.